# Persan
Persan är en kommun i departementet Val-d'Oise i regionen Île-de-France i norra Frankrike. Kommunen ligger i kantonen Beaumont-sur-Oise som tillhör arrondissementet Pontoise. År 2022 hade Persan 14 348 invånare.

## Befolkningsutveckling
Antalet invånare i kommunen Persan
| Referens: INSEE |